# Coastal Pacific

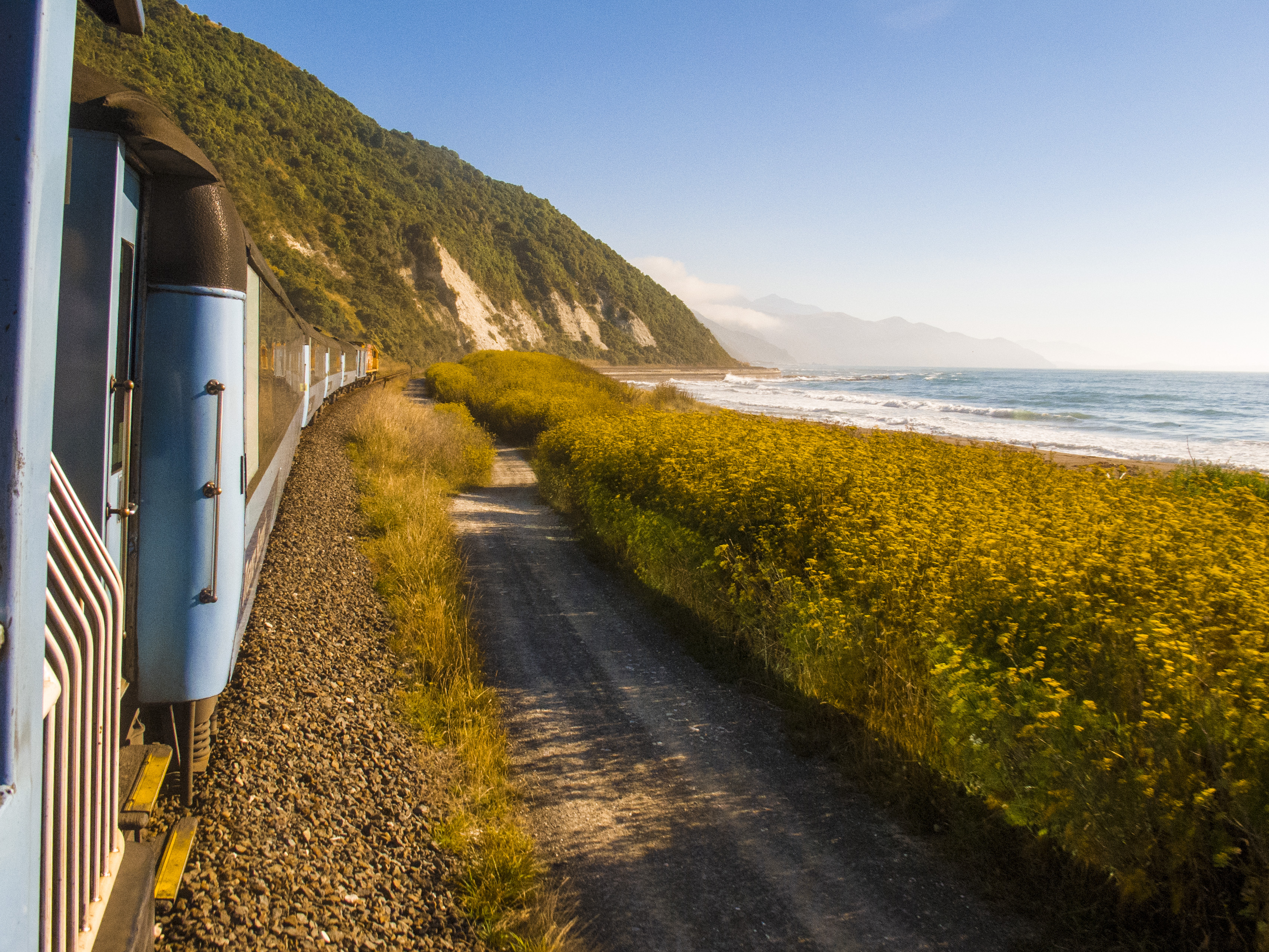
Coastal Pacific mit Ersatzwagenmaterial in der Nähe von Kaikoura

Der Coastal Pacific ist eine Zugverbindung des Personenfernverkehrs auf der Bahnstrecke South Island Main Trunk Railway auf der Südinsel von Neuseeland, wo er zwischen Picton und Christchurch verkehrt.

## Geschichte
Vor der kompletten Fertigstellung der Bahnstrecke Picton-Christchurch verkehrten auf den bis dahin eröffneten Teilstrecken Güterzüge mit Personenbeförderung sowie der Culverden Express von Christchurch über Waipara nach Culverden. Seit dem 15. Dezember 1945 ist die Strecke durchgehend befahrbar und der Picton Express wurde ins Leben gerufen, der eine Tagesverbindung zwischen Picton und Christchurch herstellte. Ab 1946 verkehrte der Zug zeitweise nur noch dreimal wöchentlich, ab 1956 verkehrten hier mehrmals täglich Fiat-Ferroviaria-Dieseltriebwagen. Diese Triebwagen wurden in den siebziger Jahren verschrottet. Seitdem verkehrte wieder ein Wagenzug.
Seit dem 25. September 1988 gibt es einen speziell für Touristen konzipierten Zug zwischen Picton und Christchurch. Dieser trug zunächst den Namen Coastal Pacific und wurde 1997 in Analogie zum TranzAlpine in TranzCoastal umbenannt. Nach dem Erdbeben in Christchurch am 22. Februar 2011 wurde die Verbindung eingestellt um die Ressourcen auf den nun verstärkt notwendigen Frachtverkehr zu konzentrieren. Am 15. August 2011 wurde sie wieder unter ihrem ursprünglichen Namen Coastal Pacific in Betrieb genommen. Der Zug wird von dem Geschäftsbereich Kiwi Rail Scenic Journeys der KiwiRail betrieben, der neuseeländischen Staatsbahn.
Der Coastal Pacific wird nur in den Sommermonaten von Ende September bis Ende April eingesetzt.

## Haltestellen

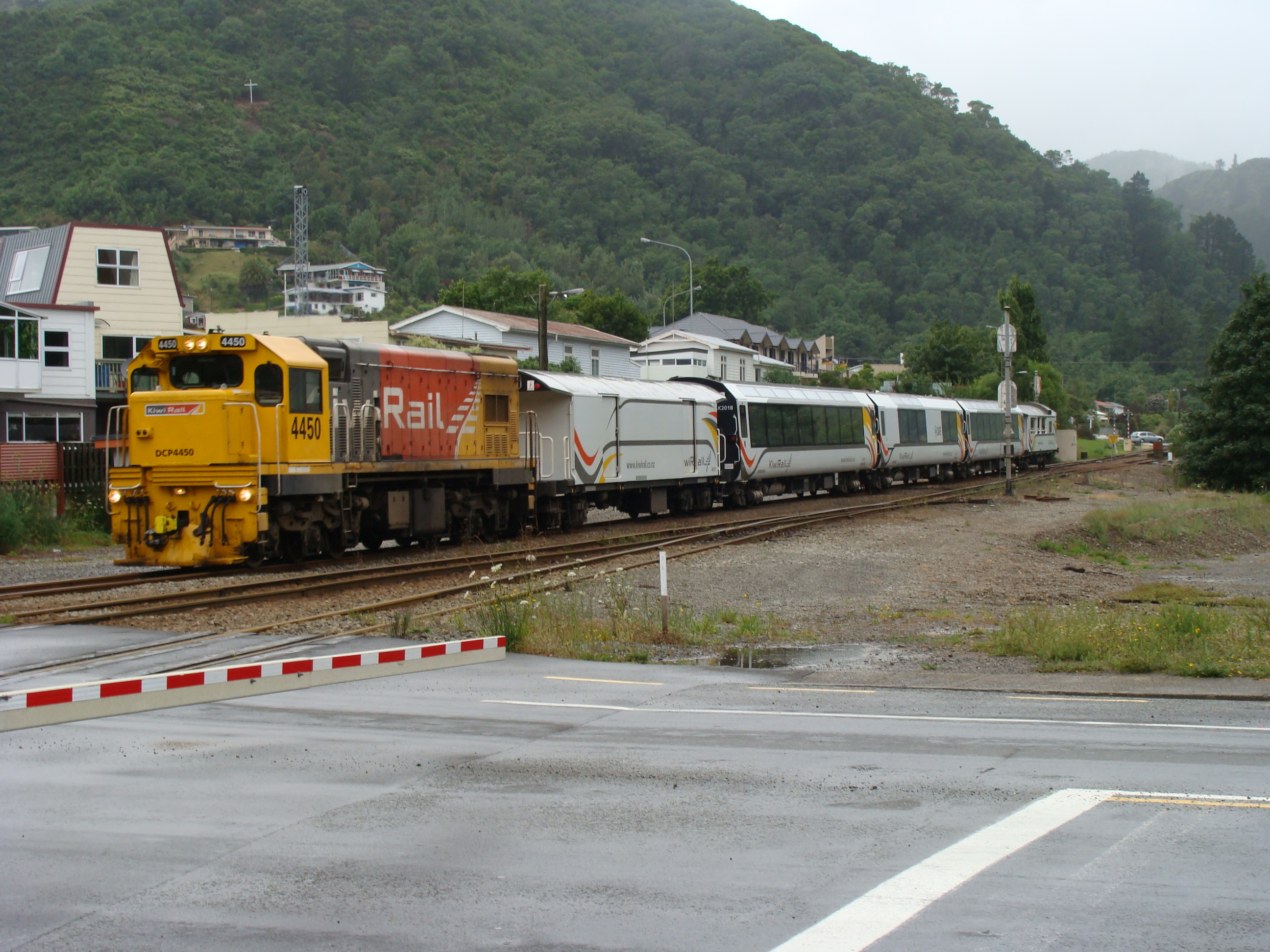
Der Coastal Pacific in Picton mit den 2011 eingeführten Panoramawagen

Der Zug bedient auf seiner Fahrt die folgenden Halte:
- Christchurch
- Rangiora
- Waipara
- Mina (bei Cheviot)
- Kaikoura
- Blenheim
- Picton

Der Zug verkehrt in den Sommermonaten täglich, verlässt morgens Christchurch, und fährt nachmittags ab Picton wieder nach Christchurch zurück. Für die Fahrt benötigt der Zug ca. 5½ Stunden. In Picton besteht Anschluss von und zu der Interislander-Fähre.

## Wagen
Seit dem 3. November 2011 ist der Coastal Pacific mit neuem Wagenmaterial unterwegs. Dabei handelt es sich seit 1941 um die ersten Wagen, die komplett in Neuseeland entwickelt und gebaut wurden. In Betrieb gingen zwei Panoramawagen, ein Wagen mit Cafeteria, ein gemischter Generator- und Panoramawagen und ein Gepäckwagen. Die Produktion der Fahrzeuge wird fortgesetzt. Sie sollen ab 2012 auch im TranzAlpine zum Einsatz kommen.

## Kaikoura-Erdbeben
Durch das Kaikoura-Erdbeben vom 14. November 2016 wurde die Trasse der Eisenbahnverbindung von Christchurch nach Picton südlich und nördlich von Kaikoura erheblich beschädigt und teilweise durch Erdrutsche verschüttet. Die Strecke konnte am 1. Dezember 2018 fertiggestellt werden und ist seitdem für den Coastal Pacific wieder freigegeben.